# Тугулымский заказник
Тугулымский зоологический охотничий заказник — государственный заказник в Тугулымском городском округе Свердловской области.
Заказник организован 6 июня 1963 года для сохранения и повышения численности охотничьих животных. Площадь 16,88 тысяч гектаров. К природному комплексу заказника относятся лось, куница, колонок, заяц-беляк, белка и др. Кроме того, охраняются индивидуальные участки обитания бородатой неясыти и ястребиной совы.